# Сен-Пьер-д’Альбиньи
Сен-Пьер-д’Альбиньи (фр. Saint-Pierre-d'Albigny) — коммуна во Франции, департамент Савойя, регион Рона — Альпы. Является центром кантона Сен-Пьер-д’Альбиньи. Округ коммуны — Шамбери. Код INSEE коммуны — 73270. Мэр коммуны — Мишель Бувье, мандат действует на протяжении 2014—2020 годов. В городе родился французский генерал Кюриаль, командир гвардейских дивизий в армии Наполеона. Одна из достопримечательностей коммуны шато де Миолан.

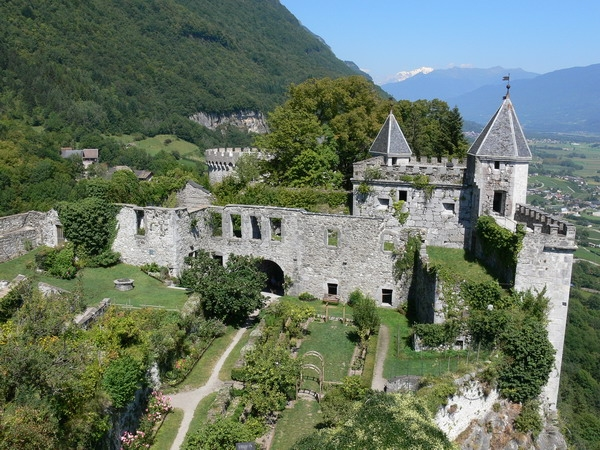
Шато де Миолан

## География
Сен-Пьер-д’Альбиньи находится в 20 км от Альбервиля и в 30 км от Шамбери. Коммуна граничит с Сен-Жан-де-ла-Портом, Фретривом, Сент-Реном и Шатонёфом. Населённый пункт находится на высоте от 275 до 2037 метров над уровнем моря.

## Климат
В городе климат умеренно тёплый. 
| Показатель              | Янв. | Фев. | Март | Апр. | Май  | Июнь | Июль | Авг. | Сен. | Окт. | Нояб. | Дек. | Год  |
| ----------------------- | ---- | ---- | ---- | ---- | ---- | ---- | ---- | ---- | ---- | ---- | ----- | ---- | ---- |
| Средняя температура, °C | 0,7  | 2,5  | 6,5  | 10,1 | 14,1 | 17,5 | 19,8 | 19,0 | 16,2 | 11,1 | 5,8   | 1,5  | 10,4 |
| Норма осадков, мм       | 64   | 70   | 74   | 68   | 79   | 80   | 60   | 79   | 80   | 74   | 91    | 72   | 891  |
| Источник: Climate Data  |      |      |      |      |      |      |      |      |      |      |       |      |      |

## Население
В коммуне в 2011 году проживало 3756 человек, из них 18,9 % младше 14 лет, 15,7 % — от 15 до 29 лет, 20,7 % — от 30 до 44, 19,9 % — от 45 до 59 лет, 24,9 % старше 60. В коммуне 1057 семей (21,9 % неполных семей).
Средний декларируемый годовой доход в коммуне: 25 592 евро. 23,3 % населения заняты в сфере сельского хозяйства, 6,1 % — в индустрии, 59,8 % — в сфере услуг (включая строительство).
Динамика населения согласно INSEE:
| Население коммуны в XIX—XXI веках |
| --------------------------------- |
|                                   |